# Clubiona eskovi
Clubiona eskovi är en spindelart som beskrevs av Mikhailov 1995. Clubiona eskovi ingår i släktet Clubiona och familjen säckspindlar. Inga underarter finns listade i Catalogue of Life.